# Ján Francisci-Rimavský

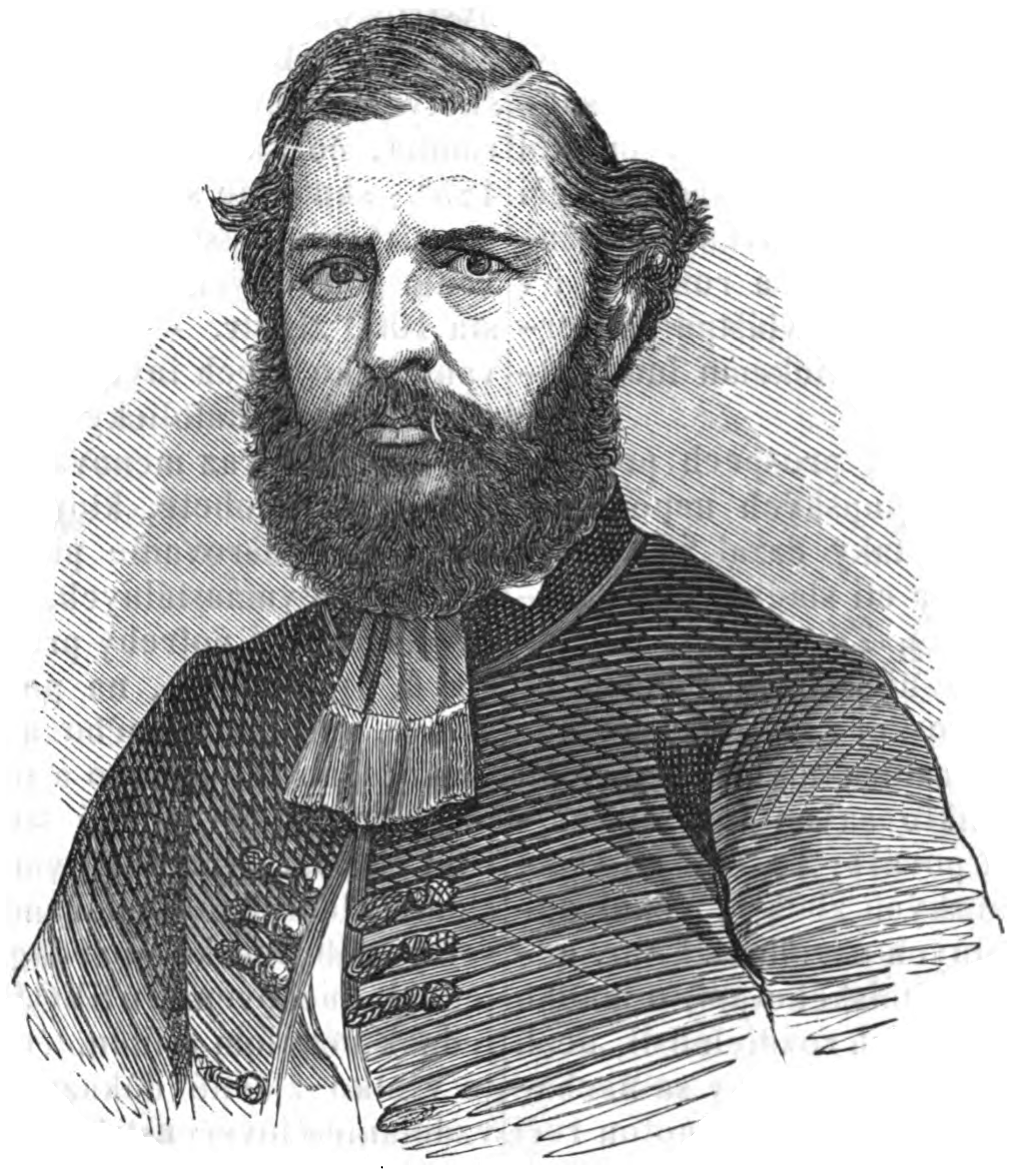
Ján Francisci (1862)

Ján Francisci-Rimavský, eigentlich Ján Francisci (auch Janko Francisci) (* 1. Juni 1822 in Hnúšťa, Komitat Gemer und Kleinhont; † 7. März 1905 in Martin, Österreich-Ungarn) war ein slowakischer Dichter, Schriftsteller, Publizist und Politiker im 19. Jahrhundert.

## Leben
Francisci kam zur Welt in einer Handwerker-Familie. Nach dem Besuch einer Volksschule in seiner Heimatstadt und einer Lateinschule in Ožďany studierte er 1834–39 an einem evangelischen Lyzeum in Leutschau und dann 1839–43 an jenem zu Pressburg. Dort lernte er den damaligen Führer der slowakischen Nationalbewegung Ľudovít Štúr kennen und wurde zu einem Vertreter seiner Ideologie. Er beendete sein Jurastudium an einem Kollegium in Eperies und wurde zu einem Beamten. Während der Revolution von 1848/49 organisierte er zuerst eine „nationale Garde“ im Komitat Gemer, deshalb wurde er von der ungarischen Regierung in Pleissnitz und Pest inhaftiert (ursprünglich zum Tode verurteilt). Anfang 1849 konnte ihn aber eine kaiserliche Armee aus dem Pester Gefängnis befreien, und er erreichte den Rang eines Hauptmanns, als er slowakische Freiwilligentruppen leitete.
Nach der Revolution war er zunächst 1850 ein Expedient des Komitats Sohl, 1853–59 Komitatskommissar in Debrezin, 1861–63 Herausgeber der Zeitung Pešťbudínske vedomosti. Er war maßgebend beteiligt an der Gründung des Vereins Matica slovenská im Jahre 1863 und war dessen lebenslanger Ehrenstellvertretender. Im November 1864 wurde er zum Gespan des Komitats Liptau ernannt, aber am 10. September 1865 von dieser Funktion widerrufen. Nach dem österreichisch-ungarischen Ausgleich wurde er pensioniert und wurde 1868 zum Hauptinspektor des slowakischen Gymnasiums in Revúca, bis dieses 1875 geschlossen wurde. 1872 zog er nach Martin um und blieb dort bis zu seinem Tod. 1869–1898 war Francisci Vorsitzender einer Buchdruckerei.
Er ist am Nationalfriedhof Martin begraben.

## Werk (Auswahl)
- Ohlas, Gedicht
- Janko Podhorský, historisches Prosa
- Svojim vrstovňíkom na pamjatku, Gedicht
- Poviedky pre slovenské dietky, Geschichtssammlung
- Črty z doby moysesovskej, Werk über Štefan Moyzes
- Iskry zo zaviatej pahreby, Gedichtsammlung
- Vlastný životopis („Eigener Lebenslauf“), post mortem herausgegeben